# Xã Meadow, Quận McHenry, Bắc Dakota
Xã Meadow (tiếng Anh: Meadow Township) là một xã thuộc quận McHenry, tiểu bang Bắc Dakota, Hoa Kỳ. Năm 2010, dân số của xã này là 44 người.